# کامشتیتسا
کامشتیتسا (به بلغاری: Kameshtitsa) یک منطقهٔ مسکونی در بلغارستان است که در شهرستان گابروو واقع شده‌است.